# Setzungsriss

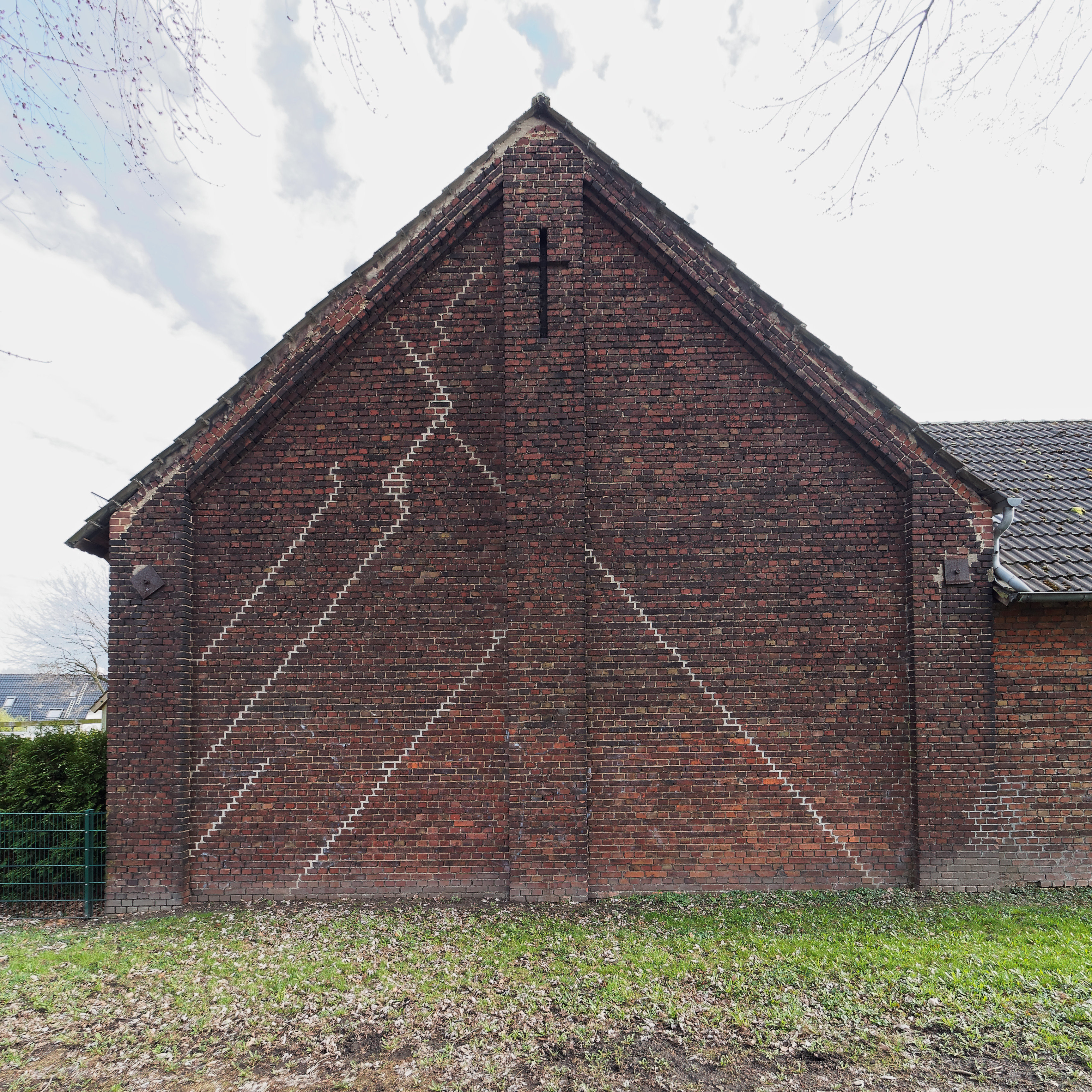
Setzungsrisse in einer Scheunenwand durch Absenkung des mittleren Teils der Giebelwand, deutlich sichtbar durch nachträgliches Verfugen; in Herne, Nordrhein-Westfalen

Ein Setzungsriss ist ein Bauschaden, der sich oft als längerer schräger, häufig auch unregelmäßig abgetreppter Riss in Mauerwerk bemerkbar macht.
Setzungsrisse kommen durch eine ungleichmäßige Setzung, d. h. durch Nachgeben des Baugrunds durch das Gewicht des Bauwerks zustande. Unterschiedliches Gewicht von Bauwerksteilen (wie bei Kirche und Kirchturm), unterschiedliche Bodenbeschaffenheit über die Fläche des Grundrisses hinweg (wie etwa auf Sand- oder Torflinsen), geomorphologische Veränderungen (beispielsweise Solifluktion), Veränderungen des Grundwasserspiegels oder bauliche Maßnahmen in der Nachbarschaft (auch durch Anbau an ältere Bauwerke, die sich bereits gesetzt hatten), tragen dazu bei, dass nicht mehr alle „starr“ miteinander verbundenen Bauteile gleichermaßen auf dem Untergrund abgestützt sind. Es entstehen Spannungen in Wänden, Böden und Decken, die beim Überschreiten des Plastizitätsvermögens des Baumaterials zu Rissen führen.
Setzungsrisse sind vielfach unbedenklich und können nur in Ausnahmefällen die Standsicherheit des Bauwerks gefährden. Eine Behebung der Ursachen ist meist mit großem Aufwand verbunden.
Zur Vermeidung von Setzungsrissen auf ungleichmäßigem Untergrund kann präventiv eine verstärkte Gründung ausgeführt werden. Bei Gebäuden mit größerer horizontaler Ausdehnung lässt unterschiedliche Absenkungen in der Regel bewusst zu, indem man Gebäudeteile mit separaten Fundamenten und Bewegungsfugen voneinander entkoppelt.
Zur nachträglichen Erhöhung der Gebäudesteifigkeit wird häufig versucht, die Scheibenwirkung von Wänden und Decken zu erhöhen oder zusätzliche Ringanker zu installieren.